# Tenseur énergie-impulsion
Le tenseur énergie-impulsion est un outil mathématique utilisé notamment en relativité générale afin de représenter la répartition de masse et d'énergie dans l'espace-temps.
La théorie de la relativité restreinte d'Einstein établissant l'équivalence entre masse et énergie, la théorie de la relativité générale indique que ces dernières courbent l'espace. L'effet visible de cette courbure est la déviation de la trajectoire des objets en mouvement, observé couramment comme l'effet de la gravitation.

## Histoire
Le tenseur énergie-impulsion du champ électromagnétique a été écrit, pour la première fois, par Joseph Larmor (1857-1942) en 1898 dans l'essai qui lui a permis de remporter le prix Adams et qu'il a publié en 1900 dans Aether and Matter.
En 1853, William Thomson (1824-1907) introduit la notion de densité d'énergie électromagnétique, ; en 1873, James Clerk Maxwell (1831-1879), celle de tension électromagnétique, ; en 1884, John Henry Poynting (1852-1914) et Oliver Heaviside (1850-1925), celle de flux d'énergie électromagnétique, ; puis, en 1893, Joseph John Thomson (1856-1940), celle de densité de moment électromagnétique,. En 1908, Hermann Minkowski (1864-1909) réunit ces quatre notions dans un tenseur : le tenseur énergie-impulsion du champ électromagnétique. Ce faisant, il introduit la notion de tenseur énergie-impulsion,,. Mais il ne l'applique qu'au champ électromagnétique. C'est à Max von Laue (1879-1960) qu'est due — semble-t-il — l'usage général du tenseur pour décrire la dynamique de n'importe quel type de matière ou de champ : en 1911, il en donne une décomposition générale,,.
En 1908, Max Planck (1858-1947) énonce la propriété d'égalité — à un facteur c2 près — du flux d'énergie et de la densité d'impulsion,,, propriété qu'Henri Poincaré (1854-1912) avait établie en 1900 dans le cas particulier du champ électromagnétique,,.

## Définition
- Tenseur énergie-impulsion pour la matière:

On considère que la matière M qui engendre le champ gravitationnel est un système isolé et en mouvement comme un fluide de poussière avec une vitesse:
{\displaystyle u_{\mu }=c{\frac {dx_{\mu }}{ds}}}
Dans ce cas le tenseur énergie-impulsion de la matière {\displaystyle T_{\mu \nu }} est par définition :
{\displaystyle (a)\ T_{\mu \nu }\ =\ -{\frac {1}{\sqrt {|g|}}}\ \left({\frac {\partial (\Lambda {\sqrt {|g|}})}{\partial g^{\mu \nu }}}-\partial _{m}\left[{\frac {\partial (\Lambda {\sqrt {|g|}})}{\partial (\partial _{m}g^{\mu \nu })}}\right]\right)}
où
{\displaystyle \Lambda =g^{\mu \nu }\Lambda _{\mu \nu }}
{\displaystyle \Lambda _{\mu \nu }={\frac {1}{2}}\kappa _{0}c^{2}g_{\mu \nu }-\kappa _{0}u_{\mu }u_{\nu }}
{\displaystyle g=det(g_{\mu \nu })}
{\displaystyle \kappa _{o}} = une distribution propre de la matière
Voyons que vaut {\displaystyle T_{\mu \nu }} :
comme {\displaystyle \Lambda _{\mu \nu }} ne contient pas {\displaystyle \partial _{m}g^{\mu \nu }} la relation (a) devient :
{\displaystyle -T_{\mu \nu }{\sqrt {|g|}}={\frac {\partial (\Lambda {\sqrt {|g|}})}{\partial g^{\mu \nu }}}}
{\displaystyle =\Lambda {\frac {\partial {\sqrt {|g|}}}{\partial g^{\mu \nu }}}+{\sqrt {|g|}}{\frac {\partial (\Lambda )}{\partial g^{\mu \nu }}}}
{\displaystyle =-{\frac {1}{2}}\Lambda {\sqrt {|g|}}g^{\mu \nu }+{\sqrt {|g|}}{\frac {\partial (g^{sm}\Lambda _{sm})}{\partial g^{\mu \nu }}}}
comme {\displaystyle \Lambda _{\mu \nu }} ne contient pas non plus {\displaystyle g^{\mu \nu }} on peut sortir {\displaystyle \Lambda _{\mu \nu }}
{\displaystyle =-{\frac {1}{2}}\Lambda {\sqrt {|g|}}g^{\mu \nu }+{\sqrt {|g|}}\Lambda _{sm}{\frac {\partial g^{sm}}{\partial g^{\mu \nu }}}}
parmi les {\displaystyle g^{sm}} il y a un seul {\displaystyle g^{\mu \nu }} quand {\displaystyle s=\mu \ ,m=\nu }
{\displaystyle =-{\frac {1}{2}}\Lambda {\sqrt {|g|}}g^{\mu \nu }+{\sqrt {|g|}}\Lambda _{\mu \nu }{\frac {\partial g^{\mu \nu }}{\partial g^{\mu \nu }}}}
{\displaystyle T_{\mu \nu }{\sqrt {|g|}}={\frac {1}{2}}\Lambda {\sqrt {|g|}}g^{\mu \nu }-{\sqrt {|g|}}\Lambda _{\mu \nu }}
{\displaystyle T_{\mu \nu }={\frac {1}{2}}\Lambda g^{\mu \nu }-\Lambda _{\mu \nu }}
or
{\displaystyle \Lambda =g^{\mu \nu }\Lambda _{\mu \nu }={\frac {1}{2}}\kappa _{0}c^{2}g^{\mu \nu }g_{\mu \nu }-\kappa _{0}g^{\mu \nu }u_{\mu }u_{\nu }}
{\displaystyle \Lambda ={\frac {4}{2}}\kappa _{0}c^{2}-\kappa _{0}u_{\mu }u^{\mu }\ \ ;(g^{\mu \nu }g_{\mu \nu }=4)}
{\displaystyle \Lambda ={\frac {4}{2}}\kappa _{0}c^{2}-\kappa _{0}c^{2}=\kappa _{0}c^{2}}
d'où
{\displaystyle T_{\mu \nu }={\frac {1}{2}}\kappa _{0}c^{2}g^{\mu \nu }-({\frac {1}{2}}\kappa _{0}c^{2}g_{\mu \nu }-\kappa _{0}u_{\mu }u_{\nu })}
soit
{\displaystyle T_{\mu \nu }=\kappa _{0}u_{\mu }u_{\nu }}
La relation (a) nous permet d'injecter {\displaystyle T_{\mu \nu }} dans l'équation tensorielle d'Einstein, il suffit de prendre l'action de la matière suivante :
{\displaystyle S_{\Lambda }=\chi \int \Lambda {\sqrt {|g|}}\ d^{4}x}
{\displaystyle \chi ={\frac {8\pi G}{c^{4}}}}
et la variation {\displaystyle \delta S_{\Lambda }} par rapport à {\displaystyle \delta g^{\mu \nu }} donne:
{\displaystyle \delta S_{\Lambda }=\chi \int \left({\frac {\partial (\Lambda {\sqrt {|g|}})}{\partial g^{\mu \nu }}}-\partial _{m}\left[{\frac {\partial (\Lambda {\sqrt {|g|}})}{\partial (\partial _{m}g^{\mu \nu })}}\right]\right)\delta g^{\mu \nu }d^{4}x}
c'est-à-dire
{\displaystyle \delta S_{\Lambda }=\int -\chi T_{\mu \nu }{\sqrt {|g|}}\ \delta g^{\mu \nu }d^{4}x}
Pour l'action du champ gravitationnel on prend:
{\displaystyle S_{R}=\int \ R{\sqrt {|g|}}\ d{^{4}}x}
{\displaystyle R=g^{\mu \nu }R_{\mu \nu };R_{\mu \nu }\ =\ tenseur\ de\ Ricci}
et la variation {\displaystyle \delta S_{R}} donne:
{\displaystyle \delta S_{R}=\int (R_{\mu \nu }-{\frac {1}{2}}Rg_{\mu \nu }){\sqrt {|g|}}\ \delta g^{\mu \nu }d^{4}x}
Et le principe de moindre action nous donne:
{\displaystyle \delta (S_{R}+S_{\Lambda })=0}
{\displaystyle R_{\mu \nu }-{\frac {1}{2}}Rg_{\mu \nu }={\frac {8\pi G}{c^{4}}}T_{\mu \nu }}
- Tenseur énergie-impulsion pour le champ électromagnétique sans charge:

En présence du champ électromagnétique {\displaystyle F_{\mu \nu }}
Dans ce cas le tenseur énergie-impulsion du champ EM sans charge {\displaystyle U_{\mu \nu }} est par définition :
{\displaystyle (b)\ U_{\mu \nu }\ =\ -{\frac {1}{\sqrt {|g|}}}\ \left({\frac {\partial (Q{\sqrt {|g|}})}{\partial g^{\mu \nu }}}-\partial _{m}\left[{\frac {\partial (Q{\sqrt {|g|}})}{\partial (\partial _{m}g^{\mu \nu })}}\right]\right)}
où
{\displaystyle Q=g^{\mu \nu }Q_{\mu \nu }}
{\displaystyle Q_{\mu \nu }={\frac {1}{2\mu _{0}}}g^{sm}F_{\mu s}F_{\nu m}}
Maintenant calculons {\displaystyle U_{\mu \nu }} :
comme {\displaystyle Q_{\mu \nu }} ne contient pas {\displaystyle \partial _{m}g^{\mu \nu }} la relation (b) devient
{\displaystyle -U_{\mu \nu }{\sqrt {|g|}}={\frac {\partial (Q{\sqrt {|g|}})}{\partial g^{\mu \nu }}}}
{\displaystyle =Q{\frac {\partial {\sqrt {|g|}}}{\partial g^{\mu \nu }}}+{\sqrt {|g|}}{\frac {\partial (g^{ab}Q_{ab})}{\partial g^{\mu \nu }}}}
comme
{\displaystyle {\frac {\partial {\sqrt {|g|}}}{\partial g^{\mu \nu }}}=-{\frac {1}{2}}{\sqrt {|g|}}g_{\mu \nu }}
et
{\displaystyle Q=g^{ab}Q_{ab}={\frac {1}{2\mu _{0}}}g^{ab}g^{sm}F_{as}F_{bm}={\frac {1}{2\mu _{0}}}F_{as}F^{as}}
d'où
{\displaystyle Q{\frac {\partial {\sqrt {|g|}}}{\partial g^{\mu \nu }}}=-{\frac {1}{4\mu _{0}}}F_{as}F^{as}{\sqrt {|g|}}g_{\mu \nu }}
d'autre part
{\displaystyle {\frac {\partial (g^{ab}Q_{ab})}{\partial g^{\mu \nu }}}={\frac {1}{2\mu _{0}}}F_{as}F_{bm}{\frac {\partial (g^{ab}g^{sm})}{\partial g^{\mu \nu }}}}
{\displaystyle ={\frac {1}{2\mu _{0}}}(F_{as}F_{bm}g^{sm}{\frac {\partial (g^{ab})}{\partial g^{\mu \nu }}}+F_{as}F_{bm}g^{ab}{\frac {\partial (g^{sm})}{\partial g^{\mu \nu }}})}
parmi les {\displaystyle g^{ab}} il y a un seul {\displaystyle g^{\mu \nu }} quand {\displaystyle a=\mu \ ,b=\nu }
et parmi les {\displaystyle g^{sm}} il y a un seul {\displaystyle g^{\mu \nu }} quand {\displaystyle s=\mu \ ,m=\nu }
{\displaystyle ={\frac {1}{2\mu _{0}}}(F_{\mu s}F_{\nu m}g^{sm}{\frac {\partial (g^{\mu \nu })}{\partial g^{\mu \nu }}}+F_{a\mu }F_{b\nu }g^{ab}{\frac {\partial (g^{\mu \nu })}{\partial g^{\mu \nu }}})}
{\displaystyle ={\frac {1}{2\mu _{0}}}(F_{\mu s}F_{\nu m}g^{sm}+F_{a\mu }F_{b\nu }g^{ab})}
changeons les indices a=s, b=m, et comme {\displaystyle F_{\mu \nu }} antisymétrique ça donne
{\displaystyle ={\frac {1}{2\mu _{0}}}(F_{\mu s}F_{\nu m}g^{sm}+F_{\mu s}F_{\nu m}g^{sm})}
{\displaystyle ={\frac {1}{\mu _{0}}}(F_{\mu s}F_{\nu m}g^{sm})}
d'où
{\displaystyle U_{\mu \nu }={\frac {1}{4\mu _{0}}}F_{as}F^{as}g_{\mu \nu }-{\frac {1}{\mu _{0}}}(F_{\mu s}F_{\nu }^{\ \ s})}
{\displaystyle U_{\mu \nu }={\frac {1}{\mu _{0}}}({\frac {1}{4}}F_{as}F^{as}g_{\mu \nu }+F_{\mu s}F_{\ \ \nu }^{s})}
La relation (b) nous permet d'injecter {\displaystyle U_{\mu \nu }} dans l'équation tensorielle d'Einstein, il suffit de prendre l'action suivante :
{\displaystyle S_{Q}=\chi \int Q{\sqrt {|g|}}\ d^{4}x}
et la variation {\displaystyle \delta S_{Q}} par rapport à {\displaystyle \delta g^{\mu \nu }} donne:
{\displaystyle \delta S_{Q}=\chi \int \left({\frac {\partial (Q{\sqrt {|g|}})}{\partial g^{\mu \nu }}}-\partial _{m}\left[{\frac {\partial (Q{\sqrt {|g|}})}{\partial (\partial _{m}g^{\mu \nu })}}\right]\right)\delta g^{\mu \nu }d^{4}x}
c'est-à-dire
{\displaystyle \delta S_{Q}=\int -\chi U_{\mu \nu }{\sqrt {|g|}}\ \delta g^{\mu \nu }d^{4}x}
Et le principe de moindre action nous donne:
{\displaystyle \delta (S_{R}+S_{\Lambda }+S_{Q})=0}
{\displaystyle R_{\mu \nu }-{\frac {1}{2}}Rg_{\mu \nu }={\frac {8\pi G}{c^{4}}}(T_{\mu \nu }+U_{\mu \nu })}
Remarque les tenseurs d'énergie-impulsion possèdent deux propriétés essentielles :
- Symétrique {\displaystyle T_{\mu \nu }=T_{\nu \mu }}
- Conservatif {\displaystyle (\nabla _{\mu }T_{\nu }^{\mu }=0)}

On peut vérifier que Tμν est conservatif c'est-à-dire :
{\displaystyle \nabla _{\mu }T_{\nu }^{\mu }=0}
Comme {\displaystyle T_{\nu }^{\mu }=\kappa _{0}u_{\nu }u^{\mu }}  ça donne
{\displaystyle \nabla _{\mu }T_{\nu }^{\mu }=\nabla _{\mu }(\kappa _{0}u_{\nu }u^{\mu })=\kappa _{0}u^{\mu }\nabla _{\mu }(u_{\nu })+u_{\nu }\nabla _{\mu }(\kappa _{0}u^{\mu })}
Or on est dans un système isolé, on a {\displaystyle \nabla _{\mu }(\kappa u^{\mu })=0} car il y a la conservation de masse (comme dans le cas de conservation de charge {\displaystyle \nabla _{\mu }(\rho u^{\mu })=0})
{\displaystyle \nabla _{\mu }(\kappa u^{\mu })=0}
{\displaystyle \nabla _{\mu }(\kappa u^{\mu })=\nabla _{\mu }(\kappa _{0}\gamma ^{2}u^{\mu })=\gamma ^{2}\nabla _{\mu }(\kappa _{0}u^{\mu })=0}
il nous reste donc
{\displaystyle \nabla _{\mu }T_{\nu }^{\mu }=\kappa _{0}u^{\mu }\nabla _{\mu }u_{\nu }}
or
{\displaystyle \nabla u_{\nu }=\nabla _{\mu }u_{\nu }dx^{\mu }}
{\displaystyle c{\frac {\nabla u_{\nu }}{ds}}=\nabla _{\mu }u_{\nu }c{\frac {dx^{\mu }}{ds}}}
{\displaystyle \kappa _{0}c{\frac {\nabla u_{\nu }}{ds}}=\kappa _{0}u^{\mu }\nabla _{\mu }u_{\nu }}
mais on a
{\displaystyle \kappa _{0}c{\frac {\nabla g_{\mu \nu }u^{\mu }}{ds}}=\kappa _{0}u^{\mu }\nabla _{\mu }u_{\nu }}
comme {\displaystyle \nabla g_{\mu \nu }=0\ (theoreme\ de\ Ricci)}
on peut sortir {\displaystyle g_{\mu \nu }\ de\ \nabla d'ou}
{\displaystyle \kappa _{0}cg_{\mu \nu }{\frac {\nabla u^{\mu }}{ds}}=\kappa _{0}u^{\mu }\nabla _{\mu }u_{\nu }}
or
{\displaystyle {\frac {\nabla u^{\mu }}{ds}}=c({\frac {d^{2}x^{\mu }}{d^{2}s}}+\Gamma _{hk}^{j}{\frac {dx^{h}}{ds}}{\frac {dx^{k}}{ds}})}
{\displaystyle \nabla _{\mu }T_{\nu }^{\mu }=\kappa _{0}c^{2}g_{\mu \nu }({\frac {d^{2}x^{\mu }}{d^{2}s}}+\Gamma _{hk}^{j}{\frac {dx^{h}}{ds}}{\frac {dx^{k}}{ds}})}
Plaçons nous dans un repère normal, les gamma  {\displaystyle \Gamma _{hk}^{\mu }} sont nuls. Et la matière n'a pas d'interaction avec l'extérieur (système isolé) la vitesse des particules est constante donc il n'y a pas d'accélération.
{\displaystyle {\frac {d^{2}x^{\mu }}{d^{2}s}}=0}
finalement on a bien : {\displaystyle \nabla _{\mu }T_{\nu }^{\mu }=0}

En présence du champ EM, quand on se trouve dans le vide (où il n'y a pas de charge) le tenseur énergie-impulsion {\displaystyle U_{\mu \nu }} du champ EM est aussi conservatif .
Plaçons nous dans un repère normal.
On a :

{\displaystyle U_{\mu \nu }={\frac {1}{\mu _{0}}}({\frac {1}{4}}F_{as}F^{as}g_{\mu \nu }+F_{\mu s}F_{\ \ \nu }^{s})}
ou
{\displaystyle U^{\mu \nu }={\frac {1}{\mu _{0}}}({\frac {1}{4}}F_{as}F^{as}g^{\mu \nu }+F_{\ \ s}^{\mu }F^{s\nu })}
{\displaystyle \partial _{\mu }U^{\mu \nu }={\frac {1}{\mu _{0}}}({\frac {1}{4}}\partial _{\mu }(F_{as}F^{as}g^{\mu \nu })+\partial _{\mu }(F_{\ \ s}^{\mu }F^{s\nu }))}
{\displaystyle 2\mu _{0}\partial _{\mu }U^{\mu \nu }={\frac {1}{2}}\partial _{\mu }(F_{as}F^{as}g^{\mu \nu })+2\partial _{\mu }(F_{\ \ s}^{\mu }F^{s\nu })}
{\displaystyle ={\frac {1}{2}}g^{\mu \nu }\partial _{\mu }(F_{as}F^{as})+2F_{\ \ s}^{\mu }\partial _{\mu }F^{s\nu }+2F^{s\nu }\partial _{\mu }F_{\ \ s}^{\mu }}
{\displaystyle ={\frac {1}{2}}\partial ^{\nu }(F_{as}F^{as})+2F_{ks}\partial ^{k}F^{s\nu }+2F^{s\nu }\partial _{\mu }F_{\ \ s}^{\mu }}
{\displaystyle =F_{as}\partial ^{\nu }F^{as}+2F_{ks}\partial ^{k}F^{s\nu }+2F^{s\nu }\partial _{\mu }F_{\ \ s}^{\mu }}
voyons les trois termes à droite:
{\displaystyle F_{as}\partial ^{\nu }F^{as}+F_{ks}\partial ^{k}F^{s\nu }+F_{ks}\partial ^{k}F^{s\nu }}
{\displaystyle F_{as}\partial ^{\nu }F^{as}+F_{ks}\partial ^{k}F^{s\nu }+F_{sk}\partial ^{k}F^{\nu s}}
On change les indices pour mettre en facteur {\displaystyle F_{as}}
{\displaystyle F_{as}\partial ^{\nu }F^{as}+F_{as}\partial ^{a}F^{s\nu }+F_{as}\partial ^{s}F^{\nu a}}
{\displaystyle F_{as}(\partial ^{\nu }F^{as}+\partial ^{a}F^{s\nu }+\partial ^{s}F^{\nu a})}
or la 1ère équation de Maxwell {\displaystyle \partial ^{\nu }F^{as}+\partial ^{a}F^{s\nu }+\partial ^{s}F^{\nu a}=0}
il nous reste 
{\displaystyle 2\mu _{0}\partial _{\mu }U^{\mu \nu }=2F^{s\nu }\partial _{\mu }F_{\ \ s}^{\mu }}
{\displaystyle 2\mu _{0}\partial _{\mu }U^{\mu \nu }=2F_{s}^{\ \ \nu }\partial _{\mu }F^{\mu s}}

or la 2ième équation de Maxwell {\displaystyle \partial _{\mu }F^{\mu s}=\mu _{0}j^{s}}

{\displaystyle 2\mu _{0}\partial _{\mu }U^{\mu \nu }=2F_{s}^{\ \ \nu }\mu _{0}j^{s}}
{\displaystyle \partial _{\mu }U^{\mu \nu }=F_{s}^{\ \ \nu }j^{s}}
{\displaystyle \partial _{\mu }U^{\mu \nu }=0}
comme on est dans un repère normal 
{\displaystyle \partial _{\mu }=\nabla _{\mu }}
{\displaystyle \nabla _{\mu }U^{\mu \nu }=0}

## Interprétation du tenseur énergie-impulsion pour la matière

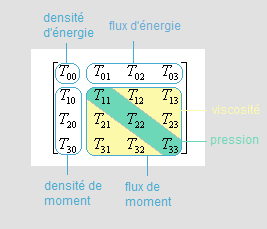
Les composants du tenseur énergie-impulsion.

La composante {\displaystyle T^{\mu \nu }} du tenseur énergie-impulsion est le flux de la {\displaystyle \mu ^{e}} composante de la quadri-impulsion,.
Le tenseur énergie-impulsion peut s'écrire sous la forme d'une matrice 4 × 4 réelle symétrique :
| {\displaystyle T_{\mu \nu }\ =\ \left({\begin{matrix}T_{00}&T_{01}&T_{02}&T_{03}\\T_{10}&T_{11}&T_{12}&T_{13}\\T_{20}&T_{21}&T_{22}&T_{23}\\T_{30}&T_{31}&T_{32}&T_{33}\end{matrix}}\right)} |

Ce tenseur dérive des flux du quadri-moment (quadrivecteur impulsion-énergie) à travers des surfaces de coordonnée {\displaystyle x^{\nu }} constante.
Les composantes du tenseur énergie-impulsion sont les suivantes :
- T00 est la densité d'énergie[16],[17],[18]. Elle est positive ;
- cT0i est la composante i du flux d'énergie[18] à travers la surface unité suivant i[16] ;
- Ti0/c est la densité de la composante i de l'impulsion relativiste[16],[18] ;
- Tij est la composante j du flux de la composante i de l'impulsion relativiste[18]. Les composantes Tij sont celles du tenseur des contraintes dans l'espace[17].
- Par symétrie, {T01, T02, T03 }={T10, T20, T30} et sont donc aussi des densités de moments.

La sous-matrice 3 × 3 des composantes spatiale :
| {\displaystyle T_{ik}\ =\ \left({\begin{matrix}T_{11}&T_{12}&T_{13}\\T_{21}&T_{22}&T_{23}\\T_{31}&T_{32}&T_{33}\end{matrix}}\right)} |

est la matrice des flux de moments. En mécanique des fluides, sa diagonale correspond à la pression, et les autres composantes correspondent aux efforts tangentiels dus à la viscosité.

## Propriétés
Le tenseur énergie-impulsion est un quadritenseur d'ordre 2,,.
Il est symétrique,, :
{\displaystyle T_{\alpha \beta }=T_{\beta \alpha }}.
Étant symétrique, il ne possède que dix composantes indépendantes.
Le tenseur énergie-impulsion est de divergence nulle :
{\displaystyle {T^{\alpha \beta }}_{;\alpha }=0}.
Dans le cas d'un fluide parfait, où {\displaystyle T^{\alpha \beta }=Pg^{\alpha \beta }-(\rho +P)u^{\alpha }u^{\beta }}, en métrique plate, cette condition de divergence nulle redonne l'équation de conservation de la masse en régime permanent : div (ρv) = 0

### Dimension et unité
En analyse dimensionnelle, le tenseur énergie-impulsion est homogène à une densité (volumique) d'énergie, c'est-à-dire au produit d'une densité d'impulsion par une vitesse.
Dans le Système international d'unités, son unité est le joule par mètre cube (J/m3), unité dérivée de l'énergie volumique, :
1 J/m3 = 1 kg m−1 s−2.

## Exemples

### Fluide parfait
Pour un fluide au repos, le tenseur énergie-impulsion se réduit à la matrice diagonale diag(ρc^2,-p,-p,-p) où ρ est la masse volumique et p la pression hydrostatique.

### Énergie noire
Placer la constante cosmologique {\displaystyle \Lambda } dans le membre de droite de l'équation d'Einstein permet de lui associer un tenseur énergie-impulsion :
{\displaystyle T_{\mu \nu }\left(\Lambda \right)={\frac {c^{4}\Lambda }{8\pi G}}g_{\mu \nu }}.
Cela correspond au tenseur énergie-impulsion d'un fluide parfait dont l'équation d'état est :
{\displaystyle \rho _{\Lambda }=-{\frac {p_{\Lambda }}{c^{2}}}={\frac {c^{2}\Lambda }{8\pi G}}}.
Si la constante cosmologique est positive, alors le fluide associé est caractérisé par une densité d'énergie {\displaystyle \rho _{\Lambda }c^{2}} positive et une pression {\displaystyle p_{\Lambda }} exactement opposée. C'est ce fluide, qui ne correspond à aucune forme connue de matière, qui est appelé l'énergie noire.

## Relativité générale
Le vide est, en relativité générale, une région de l'espace-temps où le tenseur énergie-impulsion s'annule,.

#### Publications originales
- [Laue 1911] (de) Max von Laue, « Zur Dynamik der Relativitätstheorie », Annalen der Physik, 4e série, t. 35, no 8,‎ 1911, p. 524-542 (OCLC 4650525137, DOI 10.1002/andp.19113400808, Bibcode 1911AnP...340..524L, lire en ligne).
- [Minkowski 1908] (de) Hermann Minkowski, « Die Grundgleichungen für die elektromagnetischen Vorgänge in bewegten Körpern » [« Les équations fondamentales des phénomènes électromagnétiques dans les corps en mouvement »], Nachrichten von der Gesellschaft der Wissenschaften zu Göttingen. Mathematisch-physikalische Klasse,‎ 1908, p. 53-111 (lire sur Wikisource, lire en ligne).
- [Planck 1908] (de) Max Planck, « Bemerkungen zum Prinzip der Aktion und Reaktion in der allgemeinen Dynamik », Physikalische Zeitschrift, vol. 9,‎ 1908, p. 828-830 (lire sur Wikisource).
- [Poincaré 1900] Henri Poincaré, « La théorie de Lorentz et le principe de la réaction », Archives néerlandaises des sciences exactes et naturelles, 2e série, t. 5,‎ 1900, p. 252-278.

#### Ouvrages d'introduction
- [Damour 2005] Thibault Damour, « Relatibité générale », dans Alain Aspect et al. (av.-prop. de Michèle Leduc et Michel Le Bellac), Einstein aujourd'hui, Les Ulis et Paris, EDP Sciences et CNRS, coll. « Savoirs actuels / physique », janv. 2005, 1re éd., 1 vol., VIII-417, ill., fig. et portr., 15,5 × 23,5 cm, br. (ISBN 2-86883-768-9 et 2-271-06311-6, EAN 9782868837684, OCLC 61336564, BNF 39916190, DOI 10.1051/978-2-7598-0269-2, SUDOC 083929657, présentation en ligne, lire en ligne), chap. 6, p. 269-320, DOI 10.1051/978-2-7598-0269-2-007.
- [Penrose 2007] Roger Penrose (trad. de l'anglais par Céline Laroche), À la découverte des lois de l'Univers : la prodigieuse histoire des mathématiques et de la physique [« The road to reality : a complete guide to the laws of the Universe »], Paris, O. Jacob, coll. « Sciences », 30 août 2007, 1re éd., 1 vol., XXII-1061, ill. et fig., 15,5 × 24 cm (ISBN 978-2-7381-1840-0, EAN 9782738118400, OCLC 209307388, BNF 41131526, SUDOC 118177311, présentation en ligne, lire en ligne).

#### Manuels d'enseignement supérieur
- [Barrau et Grain 2016] Aurélien Barrau et Julien Grain, Relativité générale, Malakoff, Dunod, coll. « Sciences sup / physique », août 2016, 2e éd. (1re éd. août 2011), 1 vol., VIII-231, ill. et fig., 17 × 24 cm (ISBN 978-2-10-074737-5, EAN 9782100747375, OCLC 958388884, BNF 45101424, SUDOC 195038134, présentation en ligne, lire en ligne), chap. 5 (« Second aspect de la relativité générale : comment la masse crée la courbure »), [sect.] 5.2 (« Tenseur énergie-impulsion »), p. 80-83.
- [Gourgoulhon 2010] Éric Gourgoulhon (préf. de Thibault Damour), Relativité restreinte : des particules à l'astrophysique, Les Ulis et Paris, EDP Sciences et CNRS, coll. « Savoirs actuels / physique », mai 2010 (réimpr. sept. 2011), 1re éd., 1 vol., XXVI-776, ill. et fig., 15 × 23 cm (ISBN 978-2-271-07018-0 et 978-2-7598-0067-4, EAN 9782759800674, OCLC 690639994, BNF 41411713, SUDOC 14466514X, présentation en ligne, lire en ligne), chap. 19 (« Tenseur énergie-impulsion »), p. 619-632.
- [Heyvaerts 2012] Jean Heyvaerts, Astrophysique : étoiles, univers et relativité, Paris, Dunod, coll. « Sciences sup », août 2012 (réimpr. mars 2021) (1re éd. août 2006), X-384 p., 17 × 24 cm (ISBN 978-2-10-058269-3 et 978-2-10-082759-6, EAN 9782100582693, OCLC 816556703, BNF 42740481, SUDOC 163817030, présentation en ligne, lire en ligne).
- [Rougé 2008] André Rougé, Relativité restreinte : la contribution d'Henri Poincaré, Palaiseau, École polytechnique, coll. « Histoire de la physique », déc. 2008, 1re éd., 1 vol., 276-[I], ill., fig. et portr., 17 × 24 cm (ISBN 978-2-7302-1525-1, EAN 9782730215251, OCLC 436981772, BNF 41470293, SUDOC 131051431, présentation en ligne, lire en ligne).
- [Semay et Silvestre-Brac 2021] Claude Semay et Bernard Silvestre-Brac, Relativité restreinte : bases et applications, Malakoff, Dunod, coll. « Sciences sup », novembre 2021, 4e éd. (1re éd. octobre 2005), X-309 p., 17 × 24 cm (ISBN 978-2-10-082836-4, EAN 9782100828364, OCLC 1286364270, BNF 46915115, SUDOC 258655097, présentation en ligne, lire en ligne).
- [Hobson, Efstathiou et Lasenby 2009] Michael P. Hobson, George Efstathiou et Anthony N. Lasenby (trad. de l'anglais américain par Loïc Villain, rév. par Richard Taillet), Relativité générale [« General relativity : an introduction for physicists »], Bruxelles, De Boeck Université, coll. « Physique », déc. 2009, 1re éd., 1 vol., XX-554, ill. et fig., 21,6 × 27,5 cm (ISBN 978-2-8041-0126-8, EAN 9782804101268, OCLC 690272413, BNF 42142174, SUDOC 140535705, présentation en ligne, lire en ligne).
- [Jones 2017] (en) Bernard J. T. Jones, Precision cosmology : the first half million years [« Cosmologie de précision : le premier demi-million d'années »], Cambridge, CUP, hors coll., avr. 2017, 1re éd., 1 vol., XIV-761, ill., fig. et tabl., 19,3 × 25,3 cm (ISBN 978-0-521-55433-6, EAN 9780521554336, OCLC 984510026, BNF 45334898, DOI 10.1017/CBO9781139027809, Bibcode 2017pcos.book.....J, SUDOC 200392751, présentation en ligne, lire en ligne).
- [Pérez 2016] José-Philippe Pérez (avec la collab. d'Éric Anterrieu), Relativité : fondements et applications, Paris, Dunod, hors coll., mai 2016 (réimpr. oct. 2017), 3e éd. (1re éd. sept. 1999), 1 vol., XXIII-439, ill., fig. et tabl., 17,7 × 24 cm, br. (ISBN 978-2-10-074717-7 et 978-2-10-077295-7, EAN 9782100747177, OCLC 949876980, BNF 45033071, SUDOC 193153297, présentation en ligne, lire en ligne).
- [Schutz 2022] (en) Bernard F. Schutz, A first course in general relativity, Cambridge, CUP, hors coll., juin 2022, 3e éd. (1re éd. 1985), XV-497 p., 18,9 × 24,6 cm (ISBN 978-1-108-49267-6, EAN 9781108492676, OCLC 1369143667, BNF 47084810, DOI 10.1017/9781108610865, SUDOC 263369447, présentation en ligne, lire en ligne).

#### Dictionnaires et encyclopédies
- [Taillet, Villain et Febvre 2018] Richard Taillet, Loïc Villain et Pascal Febvre, Dictionnaire de physique, Louvain-la-Neuve, De Boeck Supérieur, hors coll., janv. 2018, 4e éd. (1re éd. mai 2008), 1 vol., X-966, ill., fig. et tabl., 17 × 24 cm (ISBN 978-2-8073-0744-5, EAN 9782807307445, OCLC 1022951339, BNF 45646901, SUDOC 224228161, présentation en ligne, lire en ligne), s.v. tenseur énergie-impulsion, p. 721, col. 1-2.

#### Divers
- [Dubesset 2000] Michel Dubesset (préf. de Gérard Grau), Le manuel du Système international d'unités : lexique et conversions, Paris, Technip, coll. « Publications de l'Institut français du pétrole » (no 20), sept. 2000, 1re éd., 1 vol., XX-169, ill., fig. et tabl., 15 × 22 cm, br. (ISBN 2-7108-0762-9, EAN 9782710807629, OCLC 300462332, BNF 37624276, SUDOC 052448177, présentation en ligne, lire en ligne).
- [Ni 2006] (en) Wei-Tou Ni, « Genesis of general relativity – a concise exposition », International Journal of Modern Physics D, vol. 25, no 14,‎ décembre 2006, article no 1630004 (OCLC 6930045412, DOI 10.1142/S0218271816300044, Bibcode 2016IJMPD..2530004N, arXiv 1612.09498, résumé)  — réimpression dans :
  - [Ni 2017] (en) Wei-Tou Ni (éd.), One hundred years of general relativity : from genesis and empirical foundations to gravitational waves, cosmology and guantum gravity, t. Ier, New Jersey, World Scientific, hors coll., juillet 2017, 1re éd., xxxii-[16]-630-LXI p., 17 × 24,4 cm (ISBN 978-981-4678-48-3 et 978-981-4635-12-7, EAN 9789814678483, OCLC 1002304256, BNF 45102782, DOI 10.1142/9389-vol1, SUDOC 203795857, présentation en ligne, lire en ligne ), Ire partie, chap. 2, p. 85-108.
- [Whittaker 1989] (en) Edmund Taylor Whittaker, A history of the theories of aether and electricity [« Une histoire des théories de l'éther et de l'électricité »], New York, Dover, coll. « Dover classics of science and mathematics », 1989, 1re éd., 434 et 319 p., 14 × 21,6 cm (ISBN 0-486-26126-3, EAN 9780486261263, OCLC 494677822, BNF 37353915, SUDOC 118628593, présentation en ligne, lire en ligne).